# Stadio Metallurg (Samara)
Lo stadio Metallurg (in russo Стадион «Металлург»?, stadion «Metallurg») è uno stadio situato a Samara, in Russia. Ha ospitato le partite casalinghe del Kryl'ja Sovetov Samara.
Costruito nel 1957 e più volte ristrutturato, può ospitare fino a 33 001 spettatori. Fa parte di un complesso sportivo comprendente anche un campo di pallavolo, un campo di pallacanestro, due campi da tennis e una pista d'atletica leggera.

## Storia
L'inizio dei lavori di costruzione dello stadio fu annunciato il 7 novembre 1956. La struttura fu parzialmente completata nel 1957 e il 10 agosto di quell'anno l'impianto aprì i battenti, anche se le tribune non erano state ultimate (al loro posto vi erano panche di legno, che sarebbero state rimosse solo nel 1976). La capienza dello stadio era di 8 000 posti.
Inizialmente usato per le partite interne del Metallurg Kuibjšev e della squadra riserve del Kryl'ja Sovetov Samara, divenne sede delle partite della prima squadra del Kryl'ja Sovetov Samara il 6 luglio 1965, quando vi si disputò la partita di Coppa dell'URSS 1965 tra i padroni di casa e la Dinamo San Pietroburgo, che vide vittorioso il Krylja per 3-1.
Il 2 maggio 1970 il Krylja esordì nello stadio in partite di campionato, battendo per 3-0 il Volgar' Astrachan'.
Nel 1976 le panche di legno furono rimosse dalle tribune e sostituite con gradinate di cemento. Nell'inverno dello stesso anno il settore occidentale dello stadio fu totalmente ricostruito e allargato. Giorni dopo fu collocato nell'impianto un tabellone elettronico. Nelle due stagioni seguenti i settori occidentale e settentrionale dello stadio furono riedificati e la capienza della struttura fu portata a 38 000 posti.
Il 20 settembre 1997 le compagnie Samrian oblsportkomiteta e Motomatic, azienda pubblica svizzera, firmarono un protocollo per la realizzazione di un sistema di riscaldamento del campo di gioco, che fu utilizzato per la prima volta il 1º novembre 1997.
Nel 1998 furono aggiunte le postazioni VIP al settore occidentale e nel 2001 al settore orientale dello stadio, mentre nel 2005 fu la volta delle postazioni VIP del settore settentrionale. Nel 2006 il vecchio tabellone elettronico fu rimpiazzato da un nuovo tabellone a colori. 
Nel 2018 il Krylja si è trasferito nel nuovo stadio, la Solidarnost' Samara Arena.